# Cape Photographic Catalogue
Il Cape Photographic Catalogue (Catalogo fotografico del Capo noto come CPC) è un catalogo stellare contenente 68.467 stelle nell'emisfero australe le cui declinazioni sono tra -30° e −40° o tra −52° e −90°. Contiene posizioni, movimenti propri, grandezze e tipi spettrali ed è stato pubblicato dall'Osservatorio Reale del Capo di Buona Speranza tra il 1954 e il 1968. Questo è stato l'ultimo grande catalogo astronomico ad essere assemblato senza l'uso di sequenze fotoelettriche.
Questo catalogo è stato concepito da H. S. Jones e intrapreso da R. H. Stoy nel 1938 sotto la direzione di J. Jackson. Le lastre fotografiche sono state scattate utilizzando le fotocamere fotometriche gemelle del Capo, catalogando le stelle fino alla magnitudine 11.